# Wattia ferruginea
Wattia ferruginea är en tvåvingeart som beskrevs av Malloch 1938. Wattia ferruginea ingår i släktet Wattia och familjen parasitflugor. Inga underarter finns listade i Catalogue of Life.